# Korpavár
Korpavár egykor önálló nagyközség, 1963 óta Nagykanizsa város része.

## Elhelyezkedése
A Nagykanizsától északra elterülő kis falu a Szombathely–Nagykanizsa-vasútvonal és a 74-es főút mellett terül el a Principális-csatorna völgyében. Belterületén a 7527-es útból kiágazó 75 162-es út halad át, amely a központját elhagyva már csak önkormányzati útként folytatódik a 74-es főútig. Területét érinti a 7551-es út is.

## Története
A falu azután keletkezett, amikor a földbirtokos Batthyány Lajos (valószínűleg a nádor) fogadót építtetett az országút mellé. A népnyelv szerint innen vette a falu is a nevét. Az emberek ezután kezdték benépesíteni a fogadó környékét. A falucska sosem vált nagy településsé. Az egyébként is lassú fejlődése is megakadt viszont, amikor (legalábbis névleg) hozzácsatolták a tőle délkeletre elterülő Palint. Palin ugyanis jóval nagyobb település volt Korpavárnál (miként az ma is), ami ezután elszívta tőle a figyelmet.

## Látnivalók
- Inkey-kastély (Palin), ma általános iskola
- Korpavári templom

## Nevezetes korpaváriak
- Büky László nyelvész az általános iskola tanára volt.